# Ricardo Gardner
Ricardo Wayne Gardner, född 25 september 1978 i Saint Andrew Parish, är en före detta fotbollsspelare från Jamaica.

## Klubbkarriär

### Tidiga år
Ricardo Gardner började in karriär i Harbour View där han gjorde sin debut redan som 14-åring. Efter VM 1998 fick Bolton Wanderers upp ögonen för talangen och köpte han för 1 miljon pund.

### Bolton Wanderers
I Bolton gjorde Gardner debut när han hoppade in i ligacup matchen mot Hartlepool United 25 augusti 1998, och sin första match i Premier League gjorde han mot West Bromwich Albion 8 september 1998 där han avgjorde matchen med sitt 3-2 mål. Under sin första säsong gjorde Gardner 30 matcher och fem mål. Under säsongen 1999/2000 etablerade han sig om startspelare, en plats han hade i nio år. Efter att ha varit skadad under 2000/2001 gjorde han comeback i finalen av kvalet till Premier League, där han gjorde ett mål, och såg till att Bolton flyttades upp.
I november 2007 gjorde Gardner sitt första mål på nära fem år då han öppnade målskyttet i 2-2-matchen mot Bayern München i UEFA-cupen.
Ricardo Gardner gjorde sin 400:e match för Bolton i en 3-0-förlust mot Fulham 27 april 2011. I maj 2011 började Gardner diskutera ett nytt kontrakt med Bolton som han skrev på 5 augusti, och tackade därmed nej till ett erbjudande från West Ham United.
Under 2011/2012 spelade Gardner bara 4 ligamatcher, mycket på grund av skador och 18 maj 2012 blev det klart att hans kontrakt inte förnyas då Bolton tvingades spara efter att ha åkt ur Premier League. Andra som tvingades lämna var bland annat Paul Robinson, Robbie Blake, Ivan Klasnić och Nigel Reo-Coker.

## Internationell karriär
I Jamaica var Gardner länge en stöttepelare. Under 2005-2009 var han även lagets kapten. Under fjorton års tid gjorde han 91 landskamper och åtta mål.

## Meriter
Jamaica
- Karibiska mästerskapet: 1998